# 포스 오브 네이처 (1999년 영화)
《포스 오브 네이처》(영어: Forces of Nature)는 1999년 개봉한 미국의 로맨틱 코미디 영화이다.

## 줄거리
이틀 뒤 조지아주 서배너에서 결혼식을 올릴 예정인 예비 신랑 벤(벤 애플렉 분)은 연인 브리짓을 사랑하지만 미지의 결혼 생활을 두려워한다. 공항에 나간 벤은 두 번의 이혼 경험이 있으며 개성이 강한 세라(샌드라 불럭 분)를 만나는데 비행기가 막 이륙하려는 순간 새 한 마리가 엔진 안으로 날아들어 연소 정지가 되면서 일이 꼬이기 시작한다.
벤과 세라는 다른 승객의 차를 빌려 타고 서배너까지 동행하기로 하는데 이 승객이 운전 중에 대마를 피우는 바람에 같이 경찰서에 잡혀간다. 풀려난 벤과 세라는 서배너행 열차를 타지만 이들이 돌아 다니던 기차칸이 도중 기차에서 분리돼 시카고로 향하고 만다. 두 사람이 이동 중인 기차칸에서 뛰어내린 뒤 세라는 전남편과 동업했던 베이글 가게 판매를 전남편이 막으려고 하는 것을 알게 된다. 세라의 부탁으로 벤은 서배너에서 세라의 남편으로 위장하기로 하고, 함께 일단 되는대로 조지아주와 붙어 있는 플로리다주의 마이애미행 단체 관광 버스에 올라탄다.

## 출연진
- 샌드라 불럭 - 세라 루이스 역
- 벤 애플렉 - 벤 홈스 역
- 모라 티어니 - 브리짓 케이힐 역
- 스티브 잔 - 앨런 역
- 블라이드 대너 - 버지니아 케이힐 역
- 로니 콕스 - 해들리 케이힐 역
- 리처드 시프 - 조 역
- 앤 헤이니 - 에마 역
- 재닛 캐럴 - 바버라 홈스 역
- 마이클 페어먼 - 리처드 홈스 역
- 메러디스 스콧 린 - 데비 역
- 데이비드 스트리클런드 - 스티브 몽고메리 역
- 존 도 - 칼 루이스 역
- 스티브 하이트너 - 잭 베일리 역
- 어페이모 오밀라미 - 택시 운전사 역
- 버트 렘슨 - 네드 역

## 우리말 녹음
SBS 성우진 (2001년 12월 9일)
- 안지환 - 벤(벤 에플렉)
- 송도영 - 세라(샌드라 불럭)
- 서혜정 - 브리짓(모라 티어니)
- 홍승옥 - 브리짓 어머니(블라이드 대너)
- 최옥희 - 벤 어머니(재닛 캐럴)
- 정기항
- 탁원제
- 이근욱
- 이호인
- 김순영
- 장주영
- 윤복성
- 조예신
- 변영희
- 정윤정